# Санникоара (Клуж)
Санникоара (рум. Sânnicoară) насеље је у Румунији у округу Клуж у општини Апахида. Oпштина се налази на надморској висини од 307 m.

## Становништво
Према подацима из 2002. године у насељу је живело 1631 становника.

### Попис2002.
| Расподела становништва по националности 2002.‍ | Расподела становништва по националности 2002.‍ | Расподела становништва по националности 2002.‍ | Расподела становништва по националности 2002.‍ | Расподела становништва по националности 2002.‍ |
| --------------------------------------------- | --------------------------------------------- | --------------------------------------------- | --------------------------------------------- | --------------------------------------------- |
|                                               |                                               |                                               |                                               |                                               |
| Румуни                                        | Румуни                                        |                                               | 1.535                                         | 94,2%                                         |
| Мађари                                        | Мађари                                        |                                               | 57                                            | 3,5%                                          |
| Роми                                          | Роми                                          |                                               | 38                                            | 2,3%                                          |